# El último tren a Katanga
El último tren a Katanga (The Dark of the Sun en EE. UU. y The Mercenaries en Reino Unido) es una película de guerra y de aventuras estrenada en 1968 y protagonizada por Rod Taylor. Está basada en la novela The Dark of the Sun de Wilbur Smith, publicada en 1965. La película está ambientada en la Crisis del Congo dentro del periodo que comprende los procesos de descolonización en el continente africano. La historia narra el rescate por parte de unos mercenarios del gobierno congoleño de una importante suma de dinero en forma de diamantes que se encuentran en territorio controlado por rebeldes. 

## Argumento
A mediados de los años 1960 la antigua colonia belga del Congo se ha independizado de la metrópoli pero se mantiene un conflicto civil entre el gobierno del presidente Ubi y los rebeldes Simba que van avanzando imparablemente desde el este del país. El mercenario Bruce Curry (Rod Taylor) es hecho llamar por el presidente y a cambio de una recompensa se le encarga rescatar a unos residentes europeos aislados en la provincia de Katanga. Tras la fachada de una misión humanitaria el propósito real es traer a la capital un cargamento de 50 millones de dólares en diamantes con los que el presidente Ubi espera comprar armamento y suministros con los que combatir a los rebeldes.  
Entre Curry y su amigo el sargento Ruffo (Jim Brown) diseñan un plan para viajar en un tren militarizado hasta la aldea minera, cargar a los refugiados y los diamantes y volver de nuevo por la vía férrea hasta la capital. Para la misión necesitaran que el trenes protegido por un destacamento de soldados bien entrenados al mando del capitán Henlein (Peter Carsten), un ex-nazi veterano de la Segunda Guerra Mundial. Además, Curry logrará convencer a cambio de una caja de whiskey escocés al cirujano militar, y alcohólico, doctor Wreid (Kenneth More)    
Una vez iniciado el viaje hacía la explotación minera pasan al lado de una plantación que ha sido asaltada por rebeldes Simbas cuya única superviviente es Claire (Yvette Mimieux) que pudo salvar la vida al esconderse de los asaltantes. Tras una serie de contratiempos logran llegar hasta la explotación minera con los Simbas a escasos kilómetros. En el hospital de una misión el doctor Wreid práctica a una cesárea a una mujer de parto por lo que toma la decisión de quedarse atrás para cuidar a los enfermos. El resto del destacamento ayuda a cargar a los refugiados en el tren mientras que Curry en compañía del dueño del banco Bussier (André Morell) sacan los diamantes de la cámara acorazada. Con los Simbas entrando en la aldea y lanzando proyectiles mortero Curry, Claire y Bussier logran alcanzar el tren. Pese a todo, uno de los proyectiles logran impactar en el vagon de pasajeros principal, desenganchandose del resto y desplazándose pendiente abajo hasta el pueblo al alcance de los Simbas. Otro de los impactos de mortero alcanza las vías férreas obligando al tren a detenerse fuera del alcance de los rebeldes pero sin posibilidad de continuar.  
Entre Curry, Ruffo y Henlein se idea un plan para apoderarse de los camiones de los Simbas en el pueblo mientras consumen todo el alcohol del pueblo y abusan de los europeos supervivientes del vagón de pasajeros. El plan tiene éxito pero a medio camino se quedan sin combustible. Curry, en compañía del cabo Kataki (Bloke Modisani), junta todo el combustible que puede para dirigirse en un todo terreno hacia una estación de tren con el que enviar un mensaje por telégrafo solicitando envío de combustible por vía aérea. Ese es el momento que aprovecha Henlein para asesinar al sargento Ruffo y apoderarse de los diamantes. Sin embargo, no logra dar con ellos tras buscarlos y torturar a Claire. Henlein, desesperado, huye río abajo rumbo a la frontera con Uganda. Curry, lleno de ira, le persigue logrando darle caza y asesinarlo a sangre fría. De vuelta a los camiones y a escasos kilómetros de la capital, Curry entrega su arma a Kataki afrontando que, a causa de la muerte de Henlein, debe someterse a un juicio militar.

## Reparto
- Rod Taylor como el capitán Bruce Curry
- Jim Brown como el sargento Ruffo
- Yvette Mimieux como Claire
- Peter Carsten como capitán Henlein
- Kenneth More como el doctor Wreid
- Andrè Morell como Bussier
- Bloke Modisane como el cabo Kataki

## Producción
Una historia ambientada en el Congo empezó a interesar al director Jack Cardiff tras haber viajado al país y conocer a varios corresponsales cubriendo los conflictos tras la independencia de la antigua colonia belga.
Los exteriores de la película, entre los que se incluyen los planos del tren a vapor, fueron rodados en Jamaica. La producción comenzó en enero de 1967 y para abril del mismo año el equipo de producción viajó a los estudios en Londres para rodar los interiores de la película. Para el papel protagonista el director contó con Rod Taylor con quien había rodado anteriormente las películas El soñador rebelde y El liquidador.
La banda sonora fue compuesta por el músico de jazz Jacques Loussier.

## Recepción
La película fue considerada en el momento de su estreno como una película excesivamente violenta por alguna de sus escenas.
La película es interpretada como un tímido cambio en la visión de los personajes afroamericanos en el cine de Hollywood a finales los años 1960. El papel de Jim Brown, en un plano de igualdad con los dos oficiales blancos pero que finalmente se sacrifica por ellos, fue uno de los detonantes del subgénero cinematográfico del blaxplotation de los años 1970 en los Estados Unidos.
Para el director Martín Scorsese el visionado de la película es uno de sus placeres culpables. El director Quentin Tarantino también ha visto varias veces la película y le ha influido en su obra cinematográfica. En su película Inglorious Basterds, a modo de homenaje, una de las protagonistas toma el apellido Mimieux, usa parte de la banda sonora y el mismo Rod Taylor participa en el film en el papel de Winston Churchill.